# Stazione di Cisternino
La stazione di Cisternino è attualmente una fermata ferroviaria della linea Adriatica, tratto di linea Bari-Lecce posta nel territorio di Pozzo Faceto, frazione di Fasano. Entra in funzione nel 1925 con la denominazione originale di "Fasano sud" per poi diventare definitivamente "Cisternino" nel 1957.